# Taça dos Campeões Europeus de Hóquei em Patins de 1991
A Taça dos Campeões Europeus de Hóquei em Patins de 1990-91 foi a 26.ª edição da Taça dos Campeões.
O OC Barcelos sagrou-se campeão europeu pela 1.ª vez na história ao vencer a final contra os italianos do Roller Monza no desempate por penáltis.

## Equipas participantes
| País               | Clube           | Classificação                              |
| ------------------ | --------------- | ------------------------------------------ |
| Alemanha Ocidental | RESG Walsum     | Campeão da Liga Alemã-Ocidental de 1989/90 |
| Bélgica            | Kurink HC       | Wild Card                                  |
| Espanha            | Liceo da Coruña | Campeão da Liga Espanhola de 1989/90       |
| França             | La Vendéenne*   | 2.º lugar da Liga Francesa de 1989/90      |
| Itália             | Roller Monza    | Campeão da Liga Italiana de 1989/90        |
| Países Baixos      | RVC Dennenberg  | Campeão da Liga Neerlandesa de 1989/90     |
| Portugal           | FC Porto        | Campeão Europeu de 1989/90                 |
| Portugal           | OC Barcelos     | Campeão da Liga Portuguesa de 1989/90      |
| Suíça              | SC Thunerstern  | Campeão da Liga Suíça de 1989/90           |

* Por renúncia do RS Gujan-Mestras, campeão francês de 1989/90

## Jogos

### 1.ª Eliminatória
| Equipa 1    | Total | Equipa 2    | 1.ª Mão | 2.ª Mão |
| ----------- | ----- | ----------- | ------- | ------- |
| RESG Walsum | 6-29  | OC Barcelos | 2-13    | 4-16    |

### Fase Final
|  | Quartos-de-final | Quartos-de-final | Quartos-de-final | Quartos-de-final |                 |              | Meias-finais | Meias-finais | Meias-finais |  |                  | Final | Final | Final |
|  |                  |                  |                  |                  |                 |              |              |              |              |  |                  |       |       |       |
|  | 1                | OC Barcelos      | 4                | 5                |                 |              |              |              |              |  |                  |       |       |       |
|  | 8                | FC Porto         | 4                | 4                |                 |              |              |              |              |  |                  |       |       |       |
|  | 8                | FC Porto         | 4                | 4                |                 | OC Barcelos  | 22           | 22           |              |  |                  |       |       |       |
|  |                  |                  |                  |                  |                 | OC Barcelos  | 22           | 22           |              |  |                  |       |       |       |
|  |                  | La Vendéenne     | 3                | 0                |                 |              |              |              |              |  |                  |       |       |       |
|  | 4                | La Vendéenne     | 3                | 0                | Kurink HC       | 6            | 2            |              |              |  |                  |       |       |       |
|  | 4                |                  |                  |                  | Kurink HC       | 6            | 2            |              |              |  |                  |       |       |       |
|  | 5                | La Vendéenne     | 4                | 5                |                 |              |              |              |              |  |                  |       |       |       |
|  | 5                | La Vendéenne     | 4                | 5                |                 |              |              |              |              |  | OC Barcelos (gp) | 4     | 3(1)  |       |
|  |                  |                  |                  |                  |                 |              |              |              |              |  | OC Barcelos (gp) | 4     | 3(1)  |       |
|  |                  | Roller Monza     | 4                | 3(0)             |                 |              |              |              |              |  |                  |       |       |       |
|  | 3                | Roller Monza     | 4                | 3(0)             | Liceo da Coruña | 4            | 2            |              |              |  |                  |       |       |       |
|  | 3                |                  |                  |                  | Liceo da Coruña | 4            | 2            |              |              |  |                  |       |       |       |
|  | 6                | Roller Monza     | 5                | 3                |                 |              |              |              |              |  |                  |       |       |       |
|  | 6                | Roller Monza     | 5                | 3                |                 | Roller Monza | 11           | 3            |              |  |                  |       |       |       |
|  |                  |                  |                  |                  |                 | Roller Monza | 11           | 3            |              |  |                  |       |       |       |
|  |                  | SC Thunerstern   | 2                | 1                |                 |              |              |              |              |  |                  |       |       |       |
|  | 2                | SC Thunerstern   | 2                | 1                | RVC Dennenberg  | 7            | 1            |              |              |  |                  |       |       |       |
|  | 2                |                  |                  |                  | RVC Dennenberg  | 7            | 1            |              |              |  |                  |       |       |       |
|  | 7                | SC Thunerstern   | 10               | 11               |                 |              |              |              |              |  |                  |       |       |       |
|  | 7                | SC Thunerstern   | 10               | 11               |                 |              |              |              |              |  |                  |       |       |       |

### Quartos-de-final
| Equipa 1        | Total | Equipa 2       | 1.ª Mão | 2.ª Mão |
| --------------- | ----- | -------------- | ------- | ------- |
| OC Barcelos     | 9-8   | FC Porto       | 4-4     | 5-4     |
| Kurink HC       | 8-9   | La Vendéenne   | 6-4     | 2-5     |
| Liceo da Coruña | 6-8   | Roller Monza   | 4-5     | 2-3     |
| RVC Dennenberg  | 8-21  | SC Thunerstern | 7-10    | 1-11    |

### Meias-finais
| Equipa 1     | Total | Equipa 2       | 1.ª Mão | 2.ª Mão |
| ------------ | ----- | -------------- | ------- | ------- |
| OC Barcelos  | 44-3  | La Vendéenne   | 22-3    | 22-0    |
| Roller Monza | 14-3  | SC Thunerstern | 11-2    | 3-1     |

### Final
| Equipa 1    | Total        | Equipa 2     | 1.ª Mão | 2.ª Mão |
| ----------- | ------------ | ------------ | ------- | ------- |
| OC Barcelos | 7-7 (1-0 gp) | Roller Monza | 4-4     | 3-3     |

| Campeão Europeu 1990-91  |
| ------------------------ |
|                          |
| OC Barcelos (1.º título) |

### Internacional
- Ligações para todos os sítios de hóquei
- Mundook- Sítio com notícias de todo o mundo do hóquei
- Hoqueipatins.com - Sítio com todos os resultados de Hóquei em Patins